# Beckton (DLR)

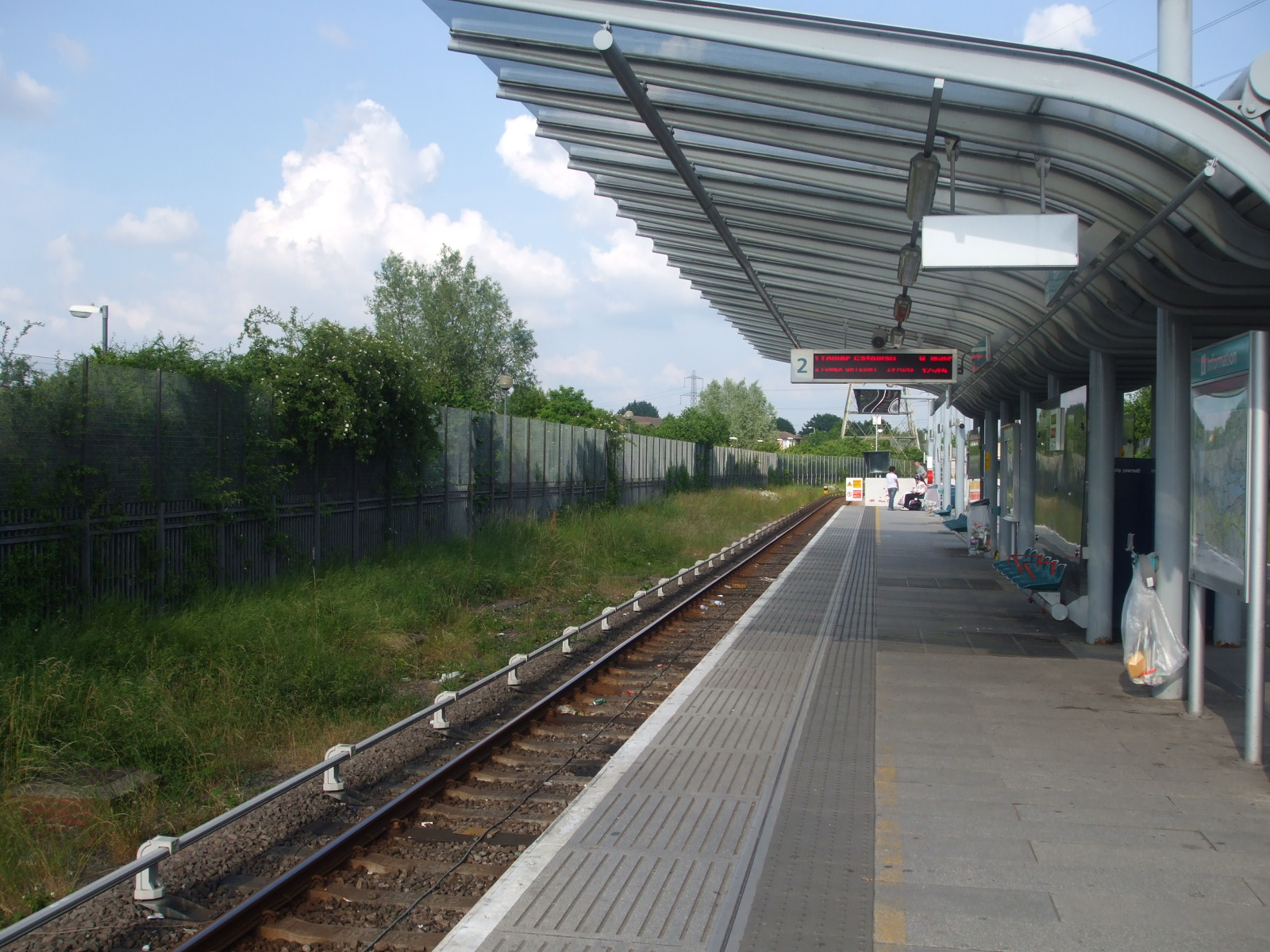
Station Beckton

Beckton ist eine Station der Docklands Light Railway (DLR) im Londoner Stadtbezirk London Borough of Newham. Sie liegt in der TfL-Tarifzone 3 am Woolwich Manor Way im Stadtteil Beckton.
Eröffnet wurde die Station am 28. März 1994, zusammen mit der Zweigstrecke von Poplar her. Während der Hochblüte der Docklands befand sich einige hundert Meter weiter östlich ein Bahnhof namens Beckton. Dieser lag am Ende einer Zweigstrecke der Eastern Counties and Thames Junction Railway, die ein Gaswerk erschloss und vom 17. März 1873 bis zum 29. Dezember 1940 in Betrieb war. Die DLR nutzt heute einen Abschnitt der ehemaligen Bahntrasse. Allerdings erreicht die DLR die Endstation Beckton von Osten her, während die Eisenbahnstrecke aus Richtung Westen hierher führte. Der größte Teil der ehemaligen Zweigstrecke ist heute ein Wanderweg.